# بویلر (کمون)
بویلر (به فرانسوی: Bavilliers) یک کمون (فرانسه) در فرانسه است که در او-رن واقع شده‌است. بویلر ۴٫۸۰ کیلومتر مربع مساحت دارد.